# Dunkelmännerbriefe

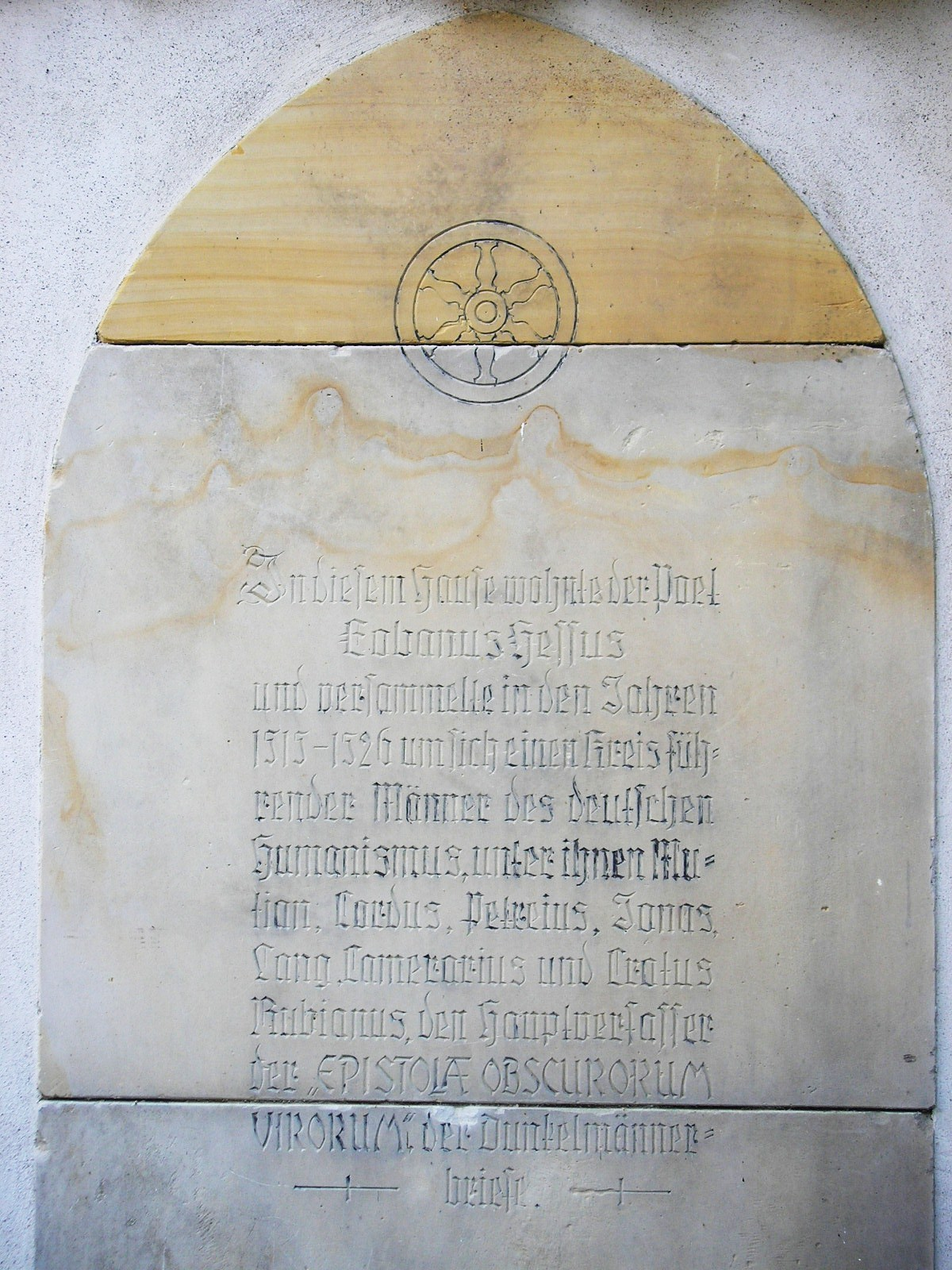
Denkmal für die Verfasser der Dunkelmännerbriefe in Erfurt

Die Dunkelmännerbriefe (lateinisch Epistolae obscurorum virorum) waren eine mit satirischer Absicht verbreitete Reihe gefälschter lateinischer Briefe aus den Jahren 1515 und 1517, mit denen deutsche Humanisten die Scholastik ins Lächerliche zogen, die damals an den Universitäten noch weit verbreitet war, und das ausschweifende Leben des Klerus anprangerten. Die Drucke werden der Werkstatt von Peter Schöffer zugeordnet.

## Hintergrund
Anlass für die Briefe der Dunkelmänner war der Streit der Kölner Dominikaner mit dem Humanisten und Hebraisten Johannes Reuchlin um die Frage, ob jüdische Schriften, insbesondere der Talmud, verbrannt werden sollten oder nicht. Für Verbot und Verbrennung setzte sich – mit Unterstützung der Kölner Dominikaner – vor allem Johannes Pfefferkorn ein, ein zum Christentum konvertierter Jude, während Reuchlin für den Erhalt der Schriften plädierte. Der Schriftenstreit zwischen Pfefferkorn und Reuchlin begann im Jahre 1511; auf Pfefferkorns Handtspiegel reagierte Reuchlin mit seinem Augenspiegel. Der Streit eskalierte dadurch, dass weite Teile der damaligen Bildungselite in Deutschland und über Deutschland hinaus für eine der beiden Seiten Partei ergriffen, wobei auf Seiten Pfefferkorns v. a. die Dominikaner und scholastische Theologen standen, darunter Ortwin Gratius, der Inquisitor Jakob van Hoogstraten, die Universitäten Erfurt, Mainz und Köln und mit einem Gutachten von 1514 auch die Pariser Universität; Reuchlin dagegen wurde von den meisten renommierten Humanisten Deutschlands unterstützt, allen voran von Ulrich von Hutten, Crotus Rubeanus, Mutianus Rufus, Helius Eobanus Hessus und anderen, aus deren Mitte einige Briefe stammten, die Reuchlin 1514 (mit einem Vorwort seines Großneffen Philipp Melanchthon) als clarorum virorum epistolae („Briefe berühmter Männer“) veröffentlichte (das lateinische Wort clarus bedeutet sowohl „hell“ als auch „hervorragend, berühmt“).
An diesen Titel knüpften die epistolae obscurorum virorum („Dunkelmännerbriefe“) an, deren erste Abteilung Anfang Oktober 1515 und in einer erweiterten Fassung 1516 anonym publiziert wurden, gedruckt von Heinrich Gran im elsässischen Hagenau. Dieser erste Band enthielt 41 Briefe, denen in der zweiten Auflage 1516 sieben weitere Briefe beigefügt wurden; eine zweite Sammlung mit 62 Briefen folgte 1517. Als Hauptverfasser des ersten Teils gilt der zum Erfurter Humanistenkreis um Mutianus Rufus gehörende Crotus Rubeanus. Die ergänzten sieben Briefe in der zweiten Auflage und der gesamte zweite Band werden vor allem Ulrich von Hutten zugeschrieben, zum geringeren Teil auch Hermann von dem Busche in Leipzig.

## Inhalt

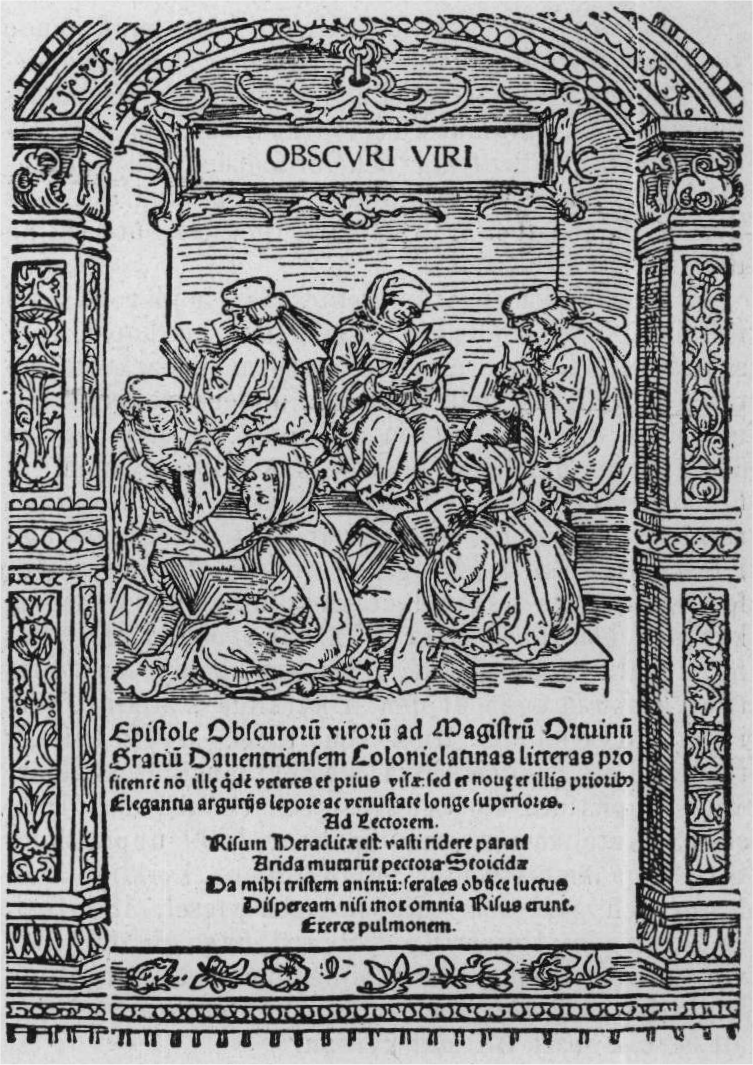
Titelseite

Das Werk enthält fingierte Briefe, die angeblich eine Reihe von Dominikanern, unter anderem aus Erfurt, Leipzig und anderen deutschen Städten, hauptsächlich an Gratius schreiben und ihn teils um Rat fragen, teils ihn ihrer Solidarität in der Angelegenheit mit Reuchlin versichern. Dabei sind die Briefe in Form und Inhalt so gestaltet, dass sie als Selbstentlarvung der Beteiligten wirken sollen. So herrscht ein fehlergespicktes Küchenlatein vor und in scholastischer Manier werden heute abstrus erscheinende Etymologien lateinischer Begriffe bemüht.

„Die spätscholastischen Kleriker werden als unwissend, denkfaul, orthodox und eifernd hingestellt, als philiströs-saturiert und auf sinnlichen Genuß bedacht; ihre Methode besteht vor allem aus Zitieren (Bibel, Aristoteles, Lehr- und Handbücher sowie bezeichnenderweise Ovids Ars amatoria).“

Gegenüber Reuchlin und seinen Anhängern, denen es ja an der nötigen theologischen Qualifikation fehle, zeigen sich die (fiktiven) Verfasser selbstgerecht. Auch beschreiben sie recht drastisch Liebesabenteuer und Gelage. Die Bakkalaureaten geben sich den Ordensoberen gegenüber besonders demütig und dienstbeflissen, zugleich verfolgt man besorgt den weiteren Verlauf der Affäre Reuchlin, die nicht so recht zur Zufriedenheit der Dominikaner voranschreitet; man tröstet sich aber damit, dass, falls selbst der Papst für Reuchlin entscheiden sollte, man dem notfalls mit einem Konzil begegnen könne.
Im 35. Brief des 1. Bandes, der sich (fiktiv) an den Dominikaner Guillaume Haquinet Petit richtet, wird dessen Einfluss als Beichtvater des französischen Königs auf diesen und damit auf die Pariser Universität angesprochen. Tatsächlich hatte Ludwig XII. 1514 in zwei Briefen die Pariser Universität nachdrücklich zur Verdammung von Reuchlins Augenspiegel aufgefordert.
Die Universität Wien erscheint als humanistische Hochburg: „es gibt hier so viele Reuchlinisten wie an keiner anderen Universität“; daraufhin werden Joachim Vadian, der damalige Rektor (im Wintersemester 1516/17), Georg Tannstetter, Johannes Cuspinian und andere aufgezählt.
Nach Peter Amelung hat Crotus Rubeanus, „ein Meister der indirekten Satire“, den „genialeren“ Teil der Dunkelmännerbriefe verfasst. „Er trug nie dick auf; er zeichnete seine Typen so, daß ihr Grad von Ignoranz noch glaubwürdig wirkte.“ Dagegen ist der zweite Teil von Huttens „polemischem Temperament“ geprägt, was ihn auch viele zeitgenössische Namen nennen lässt. Dies beklagte schon Erasmus, der selbst ebenfalls mehrfach genannt und „charakterisiert“ wird.

## Rezeption
1520 verbot Papst Leo X. die weitere Verbreitung der „Dunkelmännerbriefe“. Einige der parodierten Dominikaner erkannten den satirischen Charakter des Werkes nicht und pflichteten stattdessen den überspitzt dargestellten Positionen bei. Moderatere Humanisten wie Erasmus von Rotterdam und Thomas Morus lobten den geistreichen Witz des Werkes, übernahmen aber nicht die besonders durch Huttens Textanteile verschärfte Polarisierung der Parteien. Martin Luther, dem es um die Bewahrung des Ernstes der antirömischen Kritik ging, konnte der Satire wenig abgewinnen und nannte den unbekannten Verfasser einen „Hanswurst“. Als Verfasser wurden zunächst Reuchlin selbst, Erasmus und Ulrich von Hutten vermutet, wobei Reuchlin und Hutten die Verfasserschaft aber frühzeitig dementierten. Seit Franz Wilhelm Kampschulte (1862) und David Friedrich Strauß gilt Crotus Rubeanus als Haupturheber der Dunkelmännerbriefe. 1875 erschien eine erste Übersetzung ins Deutsche.

## Ausgaben
- [lat.] [Volumen I] Epistolae obscvrorvm virorvm ad venerabi|lem virum Magistrum Ortuinum Gratium Dauentriensem | Coloniae Agrippinae bonas litteras docentem: | varijs et locis et temporibus missae: | ac demum in volumen | coactae. | In Uenetia Impressum in impressoria Aldi Minutij: Anno quo su= |pra etiam cauisatum est vt in alijs / ne quis audeat post | nos impressare per decennium per illustris = |simum principem Uene | tianorum. | [Impressum fingiert; d. i. Hagenau: Heinrich Gran, kurz vor dem 19. Oktober 1515; Erstausgabe, anonym].
- [lat.] [Volumen II] Epistole Obscurorum virorum ad Magistrum Ortuinum | Gratium Dauentriensem Colonie latinas litteras pro | fitentem non illae quidem veteres et prius visae: sed et nouae et illis prioribus | Elegantia argutijs lepore ac venustate longe superiores. | Ad Lectorem. | Risum Heraclitae est: vasti ridere parati | Arida mutarunt pectora Stoiciae | Da mihi tristem animum: fetales obijce luctus | Dispeream nisi mox omnia Risus erunt. | Exerce pulmonem. | Impressum Romanae Curie. | [Impressum fingiert; d. i. Köln: Heinrich von Neuss, spätestens Frühjahr 1517 (vor dem 27. April); Erstausgabe, anonym].
- [lat.] Epistolae obscurorum virorum. Dialogus ex obscurorum virorum salibus cribratus. Adversariorum scripta. Defensio Ioannis Pepericorni contra famosas et criminales obscurorum virorum epistolas. Ortuini Gratii lamentationes obscurorum virorum. Uno volumine comprehensa [Editio minor]. Leipzig: B. G. Teubner 1869 (iv, 448; 373; 32 S.)
- [lat.] Aloys Bömer (Hrsg.): Epistolae Obscurorum Virorum (Reihe: Stachelschriften. Ältere Reihe, 1–2 Bde; Bd. I: Einführung; Bd. II: Text). R. Weissbach: Heidelberg 1924. Nachdruck: Scientia: Aalen 1978 (2 Bände in 1 Bd.). ISBN 978-3-511-00873-4 (Maßgebliche Edition der Briefe).
- [lat.-dt.] Epistolae obscurorum virorum [Briefe I,1; II,9; II,26]. In: Hedwig Heger (Hrsg.): Spätmittelalter, Humanismus, Reformation. Texte und Zeugnisse, 2. Teilband: Blütezeit des Humanismus und Reformation, C. H. Beck: München 1978 (= Die deutsche Literatur, Texte und Zeugnisse, 2), S. 156–174.
- [lat., mit Schüler-Komm.] Franz Wachinger: Prosa und Dichtung der Renaissance (Ratio. Lernzielbezogene lateinische Texte, Bd. 39/1–2). C. C. Buchner: Bamberg 2001; Textband: S. 14–17: Epist. I,21 (gekürzt), Epist. II,48; dazu Kommentar-Band: S. 15–19. – 3-7661-5869-4 & 3-7661-5889-9.

## Übersetzungen
- Übersetzungen mit fachwissenschaftlich-philologischer Ausrichtung:
  - [lat.-dt.: Briefe I,1; II,9; II,26]. In: Hedwig Heger (Hrsg.): Spätmittelalter, Humanismus, Reformation (s. o.).
  - [Briefe I,4; II, 53; II,58-60] Dunkelmännerbriefe. In: Winfried Trillitzsch (Hrsg./Übers.): Der deutsche Renaissancehumanismus. Abriß und Auswahl (Reclams Universal-Bibliothek 900). Reclam: Leipzig 1981, S. 441–449.
  - Karl Riha (Hrsg.): Dunkelmännerbriefe. An Magister Ortuin Gratius aus Deventer (Insel-Taschenbuch 1297). Insel: Frankfurt a. M. 1991. ISBN 3-458-32997-8.
- Übersetzungen von Autoren mit völkischer und nationalsozialistischer Ausrichtung, die ab 1885 häufige Neuausgaben und -übersetzungen der Briefe in einschlägigen Verlagen produzierten oder sich des populären Titels für eigene Produkte[7] bedienten:
  - Wilhelm Binder (Hrsg./Übers.): Briefe der Dunkelmänner.
    - Untertitel: An Magister Ortuin Gratius aus Deventer, Professor der schönen Wissenschaften zu Cöln. Rübling; Stuttgart 1876; wieder Paul Stötzner: Gera 1898; wieder Seifert, Köstritz 1904 (behauptet: „Zum ersten Mal ins Deutsche übersetzt“).
    - Vollständige Ausgabe. Übersetzt von Wilhelm Binder [1904]. Revidiert, mit Anmerkungen und Nachwort versehen von Peter Amelung. Winkler: München 1964.

  - Verlag C. B. Griesbach: Gera 1885 (behauptete „1. Übersetzung ins Deutsche“). Untertitel: Epistolae obscurorum virorum. An Magister Ortuin Gratius aus Deventer (Nachdruck dieser Ausg. bei Melchior: Wolfenbüttel o. J. [2007]).
  - Egbert Meinert: Neue Briefe von Dunkelmännern. 1. und 2. Folge aus dem Frühjahr 1914; 3. Folge … 1920/21. Untertitel: Neue epistolae obscurorum virorum. Erste Ausgabe. Karl Rohm: Lorch 1922.
  - Kurt Eggers, Übers. & Auswahl: „Dunkelmännerbriefe.“ Ulrich von Hutten, Crotus Rubeanus und andere. Aus dem Mönchslatein. Schwarzhäupter: Leipzig 1939.
  - Joseph Otto Plassmann, Herausgeber und Übersetzer: Briefe von Dunkelmännern an Magister Ortvinus Gratius aus Deventer, Professor der schönen Künste zu Cöln. Aus dem Küchenlateinischen übertragen durch Jodocum Plassmann, Magister der freien Künste und demütigen, wenngleich unwürdigen Doktor der Philosophie. Erstes bis drittes Tausend, Nordland-Verlag 1940; wieder Nordland & Ahnenerbe-Stiftung-Verlag 1941.